# Rough and Rowdy Ways
Rough and Rowdy Ways ist das 2020 veröffentlichte 39. Studioalbum des US-amerikanischen Songwriters Bob Dylan. Nach drei Alben mit insgesamt 52 Titeln des Great American Songbook ― Shadows in the Night, Fallen Angels und Triplicate – war es Dylans erstes Studioalbum seit dem 2012 veröffentlichten Tempest mit selbstgeschriebenen Songs. Die Aufnahmen fanden im Januar und Februar 2020 in den Sound City Studios in Los Angeles statt.
Drei Songs des Albums wurden vorab auf Dylans YouTube-Kanal veröffentlicht: Murder Most Foul am 27. März 2020, I Contain Multitudes am 17. April 2020 und False Prophet am 8. Mai 2020.

## Titelliste
Alle Songs wurden von Bob Dylan geschrieben.
1. I Contain Multitudes
2. False Prophet
3. My Own Version of You
4. I’ve Made Up My Mind to Give Myself to You
5. Black Rider
6. Goodbye Jimmy Reed
7. Mother of Muses
8. Crossing the Rubicon
9. Key West (Philosopher Pirate)
10. Murder Most Foul

## Rezeption

### Charts und Chartplatzierungen
| ChartsChartplatzierungen       | Höchstplatzierung | Wochen |
| ------------------------------ | ----------------- | ------ |
| Deutschland (GfK)              | 1 (14 Wo.)        | 14     |
| Österreich (Ö3)                | 1 (12 Wo.)        | 12     |
| Schweiz (IFPI)                 | 1 (18 Wo.)        | 18     |
| Vereinigtes Königreich (OCC)   | 1 (9 Wo.)         | 9      |
| Vereinigte Staaten (Billboard) | 2 (4 Wo.)         | 4      |

### Auszeichnungen für Musikverkäufe
| Land/Region                  | Auszeichnungen für Musikverkäufe (Land/Region, Auszeichnung, Verkäufe) | Verkäufe |
| ---------------------------- | ---------------------------------------------------------------------- | -------- |
| Vereinigtes Königreich (BPI) | Silber                                                                 | 60.000   |
| Insgesamt                    | 1× Silber ·                                                            | 60.000   |

Hauptartikel: Bob Dylan/Auszeichnungen für Musikverkäufe

## Varia
- Der Titel des Albums ist nahezu identisch mit dem eines Songs von Jimmie Rodgers; dessen Song aus 1929 trug den Titel My Rough and Rowdy Ways.
- Für die Covergestaltung, sowohl der LP- als auch der CD-Veröffentlichung des Albums, wurden drei Fotografien verwendet:
  - Für die Vorderseite des Albums wurde eine Fotografie von Ian Berry verwendet. Berry hatte das Schwarzweiß-Foto 1964 in einem Tanzclub in Whitechapel (London) aufgenommen. Für das Album wurde es koloriert.[6]
  - Die rechte Innenseite des Albums zeigt eine – ebenfalls später kolorierte – Abbildung eines 1931 aufgenommenen Fotos von Jimmie Rodgers und den Mitgliedern der Carter Family (von links: Rodgers, Maybelle, Alvin P. und Sara Carter).[7]
  - Auf der Rückseite des Albums ist die berühmte Schwarzweiß-Fotografie John F. Kennedys von Louis Fabian Bachrach, Jr. abgebildet.[8]
- Nach einer langen Unterbrechung seiner Tourneen aufgrund der Covid-19-Pandemie 2020 und 2021 gab Dylan am 2. November 2021 zum ersten Mal wieder ein Live-Konzert. Die damals begonnenen neuen Tourneen – zunächst angekündigt unter dem Titel „Rough and Rowdy Ways – World Wide Tour / 2021–2024“[9] – wurden in 2025 fortgesetzt. Die Setlists dieser Konzerte waren weitgehend konstant. Bei dem bisher – Stand: Juni 2025 – letzten Konzert dieser Tour, am 22. April 2025 in Williamsport (Pennsylvania) spielte Dylan neben acht älteren Songs alle Stücke des Albums Rough and Rowdy Ways bis auf Murder Most Foul.